# Rue de Crimée (Marseille)
Pour les articles homonymes, voir Rue de Crimée.
La rue de Crimée est une voie marseillaise située dans le 3e arrondissement de Marseille. 

## Situation et accès
Sur toute sa longueur, la rue est parallèle au boulevard National. Elle débute rue Honnorat à proximité de la gare de Marseille-Saint-Charles, longe de nombreux immeubles et habitations résidentiels et se termine au croisement avec la rue Junot et la rue Hoche sous le pont de l’autoroute A7.
Elle longe l’ancienne caserne des Douanes de Marseille à hauteur du boulevard de Strasbourg.

## Origine du nom
Son nom est lié à la péninsule russo-ukrainienne de Crimée. Elle est nommée le 12 novembre 1899.

## Historique
La rue est classée dans la voirie de Marseille dans les années 1860.